# Borovac (Banovići)
Borovac es un pueblo de la municipalidad de Banovići, en el cantón de Tuzla, Bosnia y Herzegovina.

## Superficie
Posee una superficie de 3,97 kilómetros cuadrados.

## Demografía
Hasta 2013 la población era de 310 habitantes, con una densidad de población de 78 habitantes por kilómetro cuadrado.